# Мемориал ветеранов войны во Вьетнаме
Мемориа́л ветера́нов войны́ во Вьетна́ме (англ. Vietnam Veterans Memorial) находится в городе Вашингтоне, США; посвящён американским военнослужащим, погибшим или пропавшим без вести в ходе войны во Вьетнаме. Мемориал состоит из трёх частей — Стены Мемориала ветеранов Вьетнама, скульптуры «Три солдата» и Мемориала женщин Вьетнама.

## История
Идея о создании мемориала появилась у ветерана Вьетнамской войны Яна Скраггса после просмотра американского военного фильма «Охотник на оленей». В апреле 1979 года был создан Фонд мемориала ветеранов Вьетнама (Vietnam Veterans Memorial Fund, Inc), начавший сбор средств на строительство. Все средства (8,4 млн долларов) были собраны исключительно за счёт частных пожертвований различных компаний, организаций и более 275 тыс. рядовых граждан; финансирования из федерального бюджета не производилось.
1 июля 1980 года Конгресс США принял решение выделить под строительство территорию возле Монумента Линкольну. С октября 1980 по май 1981 года проходил конкурс на лучший проект мемориала. После ознакомления с более чем 1400 предложениями комиссия выбрала проект 21-летней студентки китайского происхождения Майи Лин. Её проект был во многом нетипичен, так как в нём отсутствовали характерные для большинства военных мемориалов элементы (отчасти это могло быть вызвано тем, что Майя Лин почти ничего не знала о Вьетнамской войне).
Закладка мемориала состоялась 26 марта 1982 года, а официальное открытие — 13 ноября того же года, и с этого дня он был объявлен «национальным мемориалом». Однако строительство было окончательно завершено только ко Дню ветеранов 11 ноября 1984 года.

## Стена
Стена Мемориала ветеранов Вьетнама является самым известным элементом памятника, обычно именно с ней ассоциируется сам мемориал. Часто её называют просто Стеной (The Wall). Конструктивно она представляет собой две стены из чёрного гранита (Западная и Восточная стены), соединённые под тупым углом 125° 12′. Общая длина Стены — 75 м. Её высота возрастает от концов Западной и Восточной стен к месту их соединения и в самой высокой точке составляет 3 м. Стена расположена в углублении ниже уровня поверхности, и её верхняя кромка соединяется с окружающей лужайкой.
На Стене перечислены имена всех американских военнослужащих, погибших или пропавших без вести в Юго-Восточной Азии (Южный Вьетнам, Северный Вьетнам, Лаос, Камбоджа, Китай, Таиланд, Тонкинский залив) между 1957 и 1975 годами. Список идёт хронологически, начинаясь с панели 1E (первая панель Восточной стены). После 40-й панели, доходящей до 25 мая 1968 года, Восточная стена встречается с Западной, и далее список продолжается с панели 40W до панели 1W. В пределах одного дня имена расположены в алфавитном порядке. Поверхность гранита отполирована так, что человек, смотрящий на имена, видит в глубине стены своё отражение.
Список имён был составлен на основе базы данных, предоставленной министерством обороны США. При его составлении возникло много трудностей, связанных с написанием отдельных имён и фамилий, критериями добавления на стену и так далее. Примером вопроса о критериях является история с именами примерно 50 морских пехотинцев, погибших в авиакатастрофе в Гонконге, возвращаясь из проведённого там отпуска в Южный Вьетнам. Их имена в конечном счёте были добавлены на стену по распоряжению Рональда Рейгана. Итоговый список оказался неполным, с другой стороны, на Стену попали имена нескольких живых ветеранов войны. К моменту завершения строительства на Стене были перечислены 58 159 имён. Впоследствии происходили периодические дополнения, и на 5 мая 2007 года в списке находилось 58 256 имён. Отдельно перечислены военнослужащие, умершие от последствий боевых ранений спустя много лет после войны.

## Три солдата
Причиной создания статуи «Три солдата» (The Three Soldiers, или The Three Servicemen) стали противоречия, возникшие вокруг выбранного Майей Лин дизайна. В 1984 году бронзовая скульптура, созданная Фредериком Гартом, была добавлена к мемориалу. Три солдата — белый, афроамериканец и латинос — стоят на некотором удалении от стены и смотрят в её направлении, составляя с ней единую композицию.

## Мемориал женщин Вьетнама
11 ноября 1993 года был открыт Мемориал женщин Вьетнама, посвящённый всем американским женщинам, служившим в Юго-Восточной Азии (главным образом в роли медсестёр). Скульптура была спроектирована американским скульптором Гленной Гудакр.